# Korpus Pancerny (Izrael)
Korpus Pancerny (hebr. חיל השריון, Chejl ha-Szirjon, skrót. חש''ן, Chaszan) – wyższy związek taktyczny wojsk lądowych Sił Obronnych Izraela. Izraelska armia dysponuje tylko kilkoma jednostkami operacyjnymi wojsk pancernych, które operacyjnie podlegają dowództwom regionalnym (Północnego, Centralnego i Południowego).

## Struktura
Korpus pancerny od strony organizacyjnej i szkoleniowej podlega Dowództwu Wojsk Lądowych, które opracowuje koncepcje współczesnego pola walki. Do zmieniających się potrzeb dostosowywane są systemy szkoleń, uzupełnienia kadrowe i zakupy uzbrojenia. Dowództwo Wojsk Lądowych nie może uruchamiać sił lądowych do działań operacyjnych. W okresie wojny lub konfliktu zbrojnego, Dowództwo Wojsk Lądowych pełni funkcje doradcze dla Sztabu Głównego, który uruchamia siły lądowe poprzez rozkazy wykonywane w Dowództwach Północnym, Centralnym i Południowym.
Na poziomie Dowództwa Wojsk Lądowych korpus pancerny ma następującą strukturę organizacyjną:
- Obóz Szkoleniowy Shizafon (Suntan)
- 5 Szkoła Pancerna (Bislash)

Żołnierze po przejściu systemu szkoleń podstawowych i specjalistycznych są kierowani do dywizji. Dywizje składają się z jednej brygady pancernej wspieranej przez brygady piechoty zmotoryzowanej, zmechanizowane bataliony inżynieryjne i jednostki artylerii. Brygada pancerna dzieli się zazwyczaj na trzy lub cztery bataliony (ponad 100 czołgów).
| Dowództwo Południowe: - 460 Brygada Szkoleniowa (Bnei Or) | Dowództwo Centralne: - 401 Brygada (Ikvot HaBarzel) | Dowództwo Północne: - 188 Brygada (Barak) - 7 Brygada |

## Uzbrojenie
Na uzbrojeniu izraelskich wojsk pancernych znajdują się czołgi podstawowe Merkawa w wersjach Mk 2, Mk 3 i Mk 4.
W jednostkach rezerwowych i szkoleniowych używane są czołgi Merkawa Mk 1, oraz Mag’ach w wersjach 6 i 7. Są to jednak czołgi przestarzałe, które nie są w stanie prowadzić walki na współczesnym polu bitwy.
Ogółem korpus pancerny dysponuje blisko 4 tys. czołgów w tym: 1280 czołgów Merkawa, 300 M60A4, 600 M60A3, 400 M60, 250 M48A5, 800 Centurion, 100 T-62, 200 czołgów T-55, oraz około 11 tys. innych pojazdów opancerzonych. Daje to liczbę równą połączonym armiom Egiptu, Syrii i Jordanii.